# Prague Black Panthers 2017
Questa voce raccoglie le informazioni riguardanti i Prague Black Panthers nelle competizioni ufficiali della stagione 2017.

## Maschile

### Prima squadra

#### Česká Liga Amerického Fotbalu 2017

##### Stagione regolare
| Čelákovice 1º aprile 2017, ore 15:00 1ª giornata | Prague Black Panthers | 27 – 9 (10-3 14-0 3-6 0-0) referto | Prague Lions | (630 spett.)\| Arbitro: \| Kroulík \| |
| Arbitro:                                         | Kroulík               |                                    |              |                                       |

| Trnava 8 aprile 2017, ore 14:00 2ª giornata | Trnava Bulldogs | 0 – 65 (0-28 0-14 0-21 0-2) referto | Prague Black Panthers | Slavia (119 spett.)\| Arbitro: \| Klimeš \| |
| Arbitro:                                    | Klimeš          |                                     |                       |                                             |

| Čelákovice 15 aprile 2017, ore 15:00 3ª giornata | Prague Black Panthers | 52 – 28 (14-14 14-0 14-14 10-0) referto | Pardubice Stallions | (330 spett.)\| Arbitro: \| Kriesman \| |
| Arbitro:                                         | Kriesman              |                                         |                     |                                        |

| Příbram 1º maggio 2017, ore 14:00 5ª giornata | Příbram Bobcats | 0 – 42 (0-14 0-21 0-0 0-7) referto | Prague Black Panthers | Na Litavce (140 spett.)\| Arbitro: \| Rybář \| |
| Arbitro:                                      | Rybář           |                                    |                       |                                                |

| Pardubice 8 maggio 2017, ore 15:00 6ª giornata | Pardubice Stallions | 26 – 56 (0-7 13-14 0-21 13-14) referto | Prague Black Panthers | Letní stadion (396 spett.)\| Arbitro: \| Rosíval \| |
| Arbitro:                                       | Rosíval             |                                        |                       |                                                     |

| Ostrava 14 maggio 2017, ore 15:00 7ª giornata | Ostrava Steelers | 14 – 20 (0-0 0-10 0-2 14-8) referto | Prague Black Panthers | Poruba (436 spett.)\| Arbitro: \| Janhuba \| |
| Arbitro:                                      | Janhuba          |                                     |                       |                                              |

| Žižkov 28 maggio 2017, ore 13:00 9ª giornata | Prague Lions | 7 – 27 (7-7 0-10 0-10 0-0) referto | Prague Black Panthers | (1060 spett.) |

| Praga 4 giugno 2017, ore 15:00 10ª giornata | Prague Black Panthers | 13 – 13 (0-0 7-0 3-0 0-13) referto | Ostrava Steelers | Hostivař (220 spett.)\| Arbitro: \| Gazdík \| |
| Arbitro:                                    | Gazdík                |                                    |                  |                                               |

| Čelákovice 11 giugno 2017, ore 16:00 11ª giornata | Prague Black Panthers | 61 – 0 (38-0 16-0 0-0 7-0) referto | Trnava Bulldogs | (73 spett.)\| Arbitro: \| Šimon \| |
| Arbitro:                                          | Šimon                 |                                    |                 |                                    |

| Praga 25 giugno 2017, ore 16:00 13ª giornata | Prague Black Panthers | 44 – 0 (14-0 17-0 13-0 0-0) referto | Příbram Bobcats | Uhelné sklady (150 spett.)\| Arbitro: \| Kroulík \| |
| Arbitro:                                     | Kroulík               |                                     |                 |                                                     |

##### Playoff
| Praga 9 luglio 2017, ore 16:00 Semifinale | Prague Black Panthers | 40 – 19 (0-7 19-0 14-0 7-12) referto | Pardubice Stallions | Uhelné sklady (650 spett.)\| Arbitro: \| Janhuba \| |
| Arbitro:                                  | Janhuba               |                                      |                     |                                                     |

| Žižkov 24 luglio 2017, ore 19:00 Czech Bowl | Prague Black Panthers | 28 – 0 (7-0 14-0 7-0 0-0) referto | Ostrava Steelers | (3107 spett.)\| Arbitro: \| Gazdík \| |
| Arbitro:                                    | Gazdík                |                                   |                  |                                       |

#### European Football League 2017

##### Stagione regolare
| Thonon-les-Bains 22 aprile 2017, ore 18:00 2ª giornata | Black Panthers de Thonon | 41 – 33 | Prague Black Panthers | Stade Joseph-Moynat |

| 21 maggio 2017, ore 16:00 4ª giornata | Prague Black Panthers | 36 – 17 | Berlin Adler |  |

#### Statistiche di squadra
| Competizione      | %Vittorie | In casa | In casa | In casa | In casa | In casa | In casa | In trasferta | In trasferta | In trasferta | In trasferta | In trasferta | In trasferta | Totale | Totale | Totale | Totale | Totale | Totale |
| Competizione      | %Vittorie | G       | V       | N       | P       | Pf      | Ps      | G            | V            | N            | P            | Pf           | Ps           | G      | V      | N      | P      | Pf     | Ps     |
| ----------------- | --------- | ------- | ------- | ------- | ------- | ------- | ------- | ------------ | ------------ | ------------ | ------------ | ------------ | ------------ | ------ | ------ | ------ | ------ | ------ | ------ |
| Stagione regolare | .950      | 5       | 4       | 1       | 0       | 197     | 50      | 5            | 5            | 0            | 0            | 210          | 47           | 10     | 9      | 1      | 0      | 407    | 97     |
| Playoff           | 1.000     | 2       | 2       | 0       | 0       | 68      | 19      | 0            | 0            | 0            | 0            | 0            | 0            | 2      | 2      | 0      | 0      | 68     | 19     |
| Stagione regolare | .500      | 1       | 1       | 0       | 0       | 36      | 17      | 1            | 0            | 0            | 1            | 33           | 41           | 2      | 1      | 0      | 1      | 69     | 58     |
| Totale            | .893      | 8       | 7       | 1       | 0       | 301     | 86      | 6            | 5            | 0            | 1            | 243          | 88           | 14     | 12     | 1      | 1      | 544    | 174    |

### Seconda squadra

#### Česká 4. Liga Amerického Fotbalu 2017

##### Stagione regolare
| Teplice 29 aprile 2017, ore 14:00 2ª giornata | Teplice Nordians | 0 – 56 (0-21 0-21 0-7 0-7) referto | Prague Black Panthers 2 | Anger (247 spett.)\| Arbitro: \| Šimon \| |
| Arbitro:                                      | Šimon            |                                    |                         |                                           |

| Tábor 20 maggio 2017, ore 14:00 Recupero 3ª giornata | Tábor Foxes | 6 – 60 (0-30 6-14 0-8 0-8) referto | Prague Black Panthers 2 | Stadion Míru (200 spett.)\| Arbitro: \| Hubálek \| |
| Arbitro:                                             | Hubálek     |                                    |                         |                                                    |

| Praga 27 maggio 2017, ore 14:00 4ª giornata | Prague Black Panthers 2 | 70 – 0 (14-0 28-0 12-0 16-0) referto | Tábor Foxes | Měcholupy (63 spett.)\| Arbitro: \| Janhuba \| |
| Arbitro:                                    | Janhuba                 |                                      |             |                                                |

| Čelákovice 11 giugno 2017, ore 12:00 5ª giornata | Prague Black Panthers 2 | 59 – 0 (45-0 14-0 0-0 0-0) referto | Teplice Nordians | (58 spett.)\| Arbitro: \| Šimon \| |
| Arbitro:                                         | Šimon                   |                                    |                  |                                    |

#### Statistiche di squadra
| Competizione      | %Vittorie | In casa | In casa | In casa | In casa | In casa | In casa | In trasferta | In trasferta | In trasferta | In trasferta | In trasferta | In trasferta | Totale | Totale | Totale | Totale | Totale | Totale |
| Competizione      | %Vittorie | G       | V       | N       | P       | Pf      | Ps      | G            | V            | N            | P            | Pf           | Ps           | G      | V      | N      | P      | Pf     | Ps     |
| ----------------- | --------- | ------- | ------- | ------- | ------- | ------- | ------- | ------------ | ------------ | ------------ | ------------ | ------------ | ------------ | ------ | ------ | ------ | ------ | ------ | ------ |
| Stagione regolare | 1.000     | 2       | 2       | 0       | 0       | 129     | 0       | 2            | 2            | 0            | 0            | 116          | 6            | 4      | 4      | 0      | 0      | 145    | 6      |
| Totale            | 1.000     | 2       | 2       | 0       | 0       | 129     | 0       | 2            | 2            | 0            | 0            | 116          | 6            | 4      | 4      | 0      | 0      | 145    | 6      |

## Femminile

### Ženská Liga Amerického Fotbalu 2017

#### Stagione regolare
| Praga 16 settembre 2017, ore 12:00 1ª giornata | Prague Harpies | 25 – 56 (7-6 6-14 12-22 0-14) referto | Prague Black Cats | Motorlet (148 spett.)\| Arbitro: \| Frehar \| |
| Arbitro:                                       | Frehar         |                                       |                   |                                               |

| Čelákovice 24 settembre 2017, ore 15:00 2ª giornata | Prague Black Cats | 12 – 20 (0-7 0-0 0-7 12-6) referto | Brno Amazons | (76 spett.)\| Arbitro: \| Šimon \| |
| Arbitro:                                            | Šimon             |                                    |              |                                    |

| Brno 14 ottobre 2017, ore 14:30 5ª giornata | Brno Amazons | 13 – 12 (6-0 0-0 7-0 0-12) referto | Prague Black Cats | Ragby Bystrc (260 spett.)\| Arbitro: \| Gazdík \| |
| Arbitro:                                    | Gazdík       |                                    |                   |                                                   |

| Čelákovice 22 ottobre 2017, ore 15:00 6ª giornata | Prague Black Cats | 45 – 7 (0-0 28-7 14-0 3-0) referto | Prague Harpies | (80 spett.)\| Arbitro: \| Janhuba \| |
| Arbitro:                                          | Janhuba           |                                    |                |                                      |

#### Playoff
| Brno 11 novembre 2017, ore 13:30 Rose Bowl | Brno Amazons | 26 – 24 (6-0 6-12 7-6 7-6) referto | Prague Black Cats | Ragby Bystrc (350 spett.)\| Arbitro: \| Gazdík \| |
| Arbitro:                                   | Gazdík       |                                    |                   |                                                   |

### Statistiche di squadra
| Competizione      | %Vittorie | In casa | In casa | In casa | In casa | In casa | In casa | In trasferta | In trasferta | In trasferta | In trasferta | In trasferta | In trasferta | Totale | Totale | Totale | Totale | Totale | Totale |
| Competizione      | %Vittorie | G       | V       | N       | P       | Pf      | Ps      | G            | V            | N            | P            | Pf           | Ps           | G      | V      | N      | P      | Pf     | Ps     |
| ----------------- | --------- | ------- | ------- | ------- | ------- | ------- | ------- | ------------ | ------------ | ------------ | ------------ | ------------ | ------------ | ------ | ------ | ------ | ------ | ------ | ------ |
| Stagione regolare | .500      | 2       | 1       | 0       | 1       | 57      | 27      | 2            | 1            | 0            | 1            | 68           | 38           | 4      | 2      | 0      | 2      | 125    | 65     |
| Playoff           | .000      | 0       | 0       | 0       | 0       | 0       | 0       | 1            | 0            | 0            | 1            | 24           | 26           | 1      | 0      | 0      | 1      | 24     | 26     |
| Totale            | .400      | 2       | 1       | 0       | 1       | 57      | 27      | 3            | 1            | 0            | 2            | 92           | 64           | 5      | 2      | 0      | 3      | 149    | 91     |